# Lijnbaansgracht 275
Lijnbaansgracht 275 is een gebouw in Amsterdam-Centrum.
Het gebouw is gelegen aan het Spiegelpleintje, de kruising van Lijnbaansgracht en Korte Leidsedwarsstraat. De belending ten noorden is Lijnbaansgracht 274. De huisnummers 274 en 275 zijn sinds 1970 (waarschijnlijk de datum van administratieve invoer) rijksmonument. De gebouwen vertoonden/vertonen een sterke gelijkenis met elkaar.
Het monumentenregister geeft een zeer summiere omschrijving van het gebouw. Het zou gaan om een gebouw uit de 18e eeuw met een puntgevel van latere datum. De foto van Jacob Olie laat zien dat de entree van het gebouw destijds bestond uit een trap die dwars op de gevel naar de toegangsdeur leidt. Onder het ronde bordes is dan de toegang tot de gang naar Lijnbaansgracht 276 te zien. Boven de trap volgen de twee toegangsdeuren met bovenlichten. Daarboven liggen drie woonetages onder een zadeldak met zolderruimte en hijsblok. Het dak is gedekt met dakpannen. Voor bijna alle ramen zijn spionnetjes geplaatst.
Het gebouw in 2011 is vrijwel ongewijzigd en heeft nog steeds de 9-vlaksverdeling in de ramen. Van rechts naar links (bij vooraanzicht) is daar de toegang tot de gang met een boog. De rechtshoekige toegangsdeur voor de woningen is daar links van en net als de toegang tot het bedrijfsgedeelte op maaiveldniveau. Die begane grond dient in 2017 tot souvenir/speelgoedwinkel. De ondergevel is blauwgrijs.

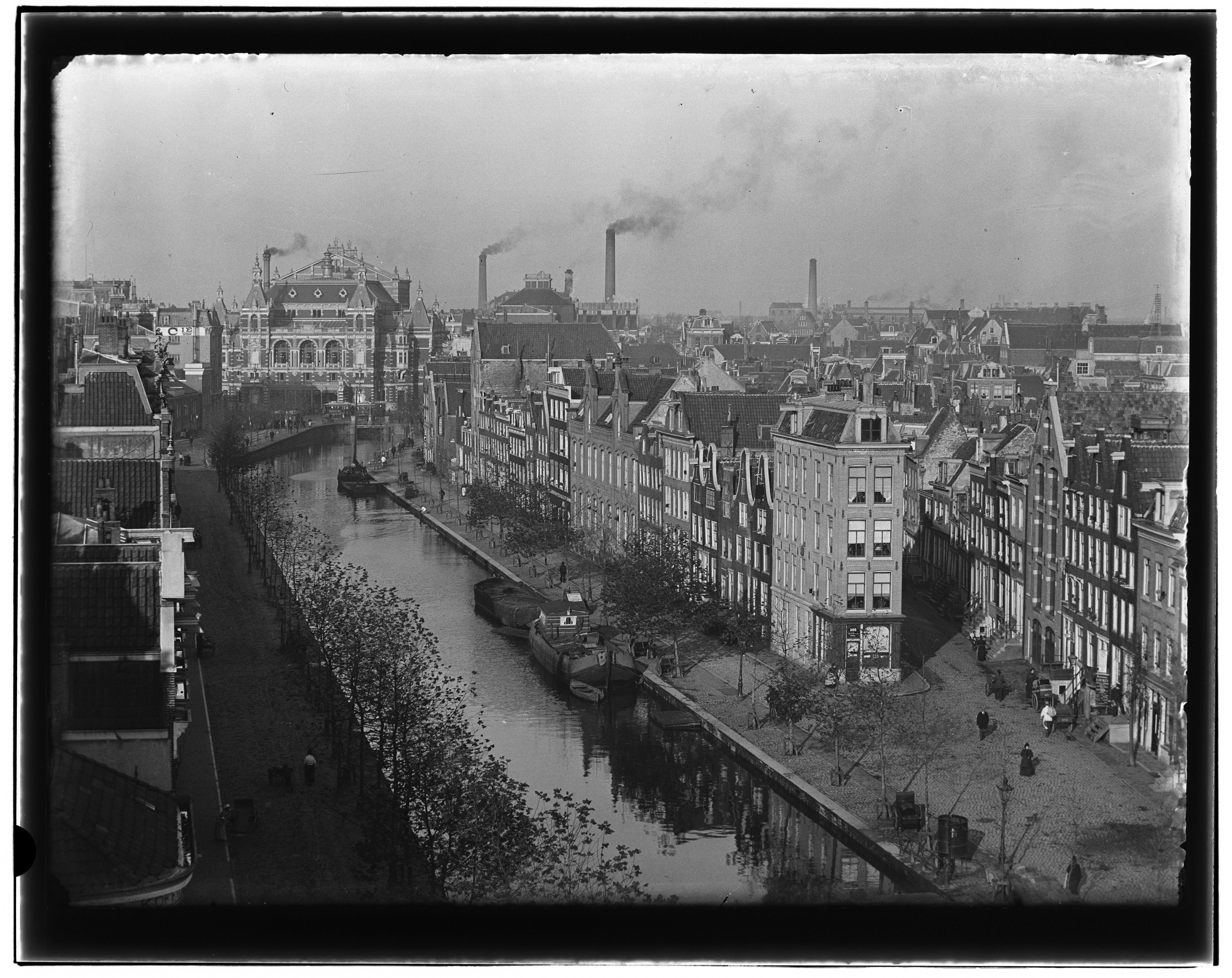
Jacob olie fotografeerde de gevelwand in 1896, de dan nog drie donkere gebouwen staan uiterst rechts onder

.